# Kościół św. Jana Chrzciciela w Chomiąży Szlacheckiej
Kościół świętego Jana Chrzciciela w Chomiąży Szlacheckiej – rzymskokatolicki kościół parafialny należący do parafii pod tym samym wezwaniem (dekanat żniński archidiecezji gnieźnieńskiej).
Obecny kształt świątynia otrzymała w 1831 roku, po przebudowie. Kościół nosi cechy stylów: klasycystycznego i neogotyckiego. Budowla posiada wieżę, nakrytą naniastym dachem hełmowym. Pod prezbiterium świątyni, w krypcie znajdują się trzy trumny. W 1863 roku Maria Sulerzyska właścicielka wsi ufundowała dla kościoła organy. W 1900 roku, na wschodniej ścianie prezbiterium, został umieszczony witraż Najświętszego Serca Pana Jezusa z wizerunkami świętych: Elżbiety i Leona papieża. We wnętrzu można zobaczyć trzy neogotyckie ołtarze oraz konfesjonał i chrzcielnicę, powstałe w 1910 roku. Podarował je następny właściciel wsi – baron Tadeusz Lechweld. Ołtarz główny ozdabiają dwie figury z XVIII wieku, przedstawiające świętych Apostołów Piotra i Pawła. Pozostałe elementy wyposażenia powstały głównie w stylu neogotyckim i są datowane na około 1900 rok.